# Sonvilier
Sonvilier är en ort och kommun i distriktet Jura bernois i kantonen Bern, Schweiz. Kommunen har 1 199 invånare (2023).